# Mark Jenkins

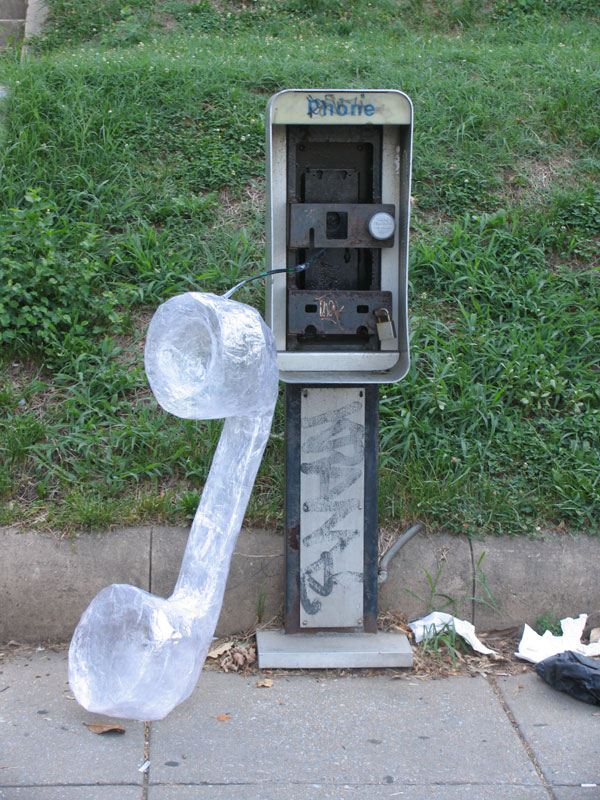
"Call Waiting" (chamada em espera): uma das obras de Jenkins

Mark Jenkins (Fairfax, Virgínia, 1970) é um artista americano conhecido por seus trabalhos no estilo arte urbana, especialmente usando embalagens.
Jenkins já teve suas obras publicadas em grandes jornais e revistas como Time Out e The Washington Post, The Independent, no livro Hidden Track: How Visual Culture is Going Places e no Wooster Collective, um blog especializado em arte urbana.
O artista já esteve no Brasil mostrando seu trabalho em galerias e em ambientes fechados. Ele também mantém o site tapesculpture.org e ensina o processo de criação de suas obras em workshops nas cidades que visita.